# Ehrenkirchen
Ehrenkirchen är en kommun i Landkreis Breisgau-Hochschwarzwald i regionen Südlicher Oberrhein i Regierungsbezirk Freiburg i förbundslandet Baden-Württemberg i Tyskland. 
Kommunen bildades 1 april 1973 genom en sammanslagning av kommunerna Ehrenstetten och Kirchhofen. Under 1974 uppgick kommunerna Norsingen, Offnadingen och Scherzingen i Ehrenkirchen.
Kommunen ingår i kommunalförbundet Ehrenkirchen tillsammans med kommunen Bollschweil.